# Tour Bismarck (Szczecin)
Pour les articles homonymes, voir Tour Bismarck (homonymie).
La tour Bismarck de Szczecin (en polonais : Wieża Bismarcka) ou tour de Gocław (Wieża Gocławska), située à Szczecin en Pologne, est l'une des nombreuses tours Bismarck construites à l'époque du Reich allemand.

## Historique
Le monument commémoratif fut érigé entre 1913 et 1921 sur la rive escarpée du fleuve Oder, au nord du centre ville de Szczecin, anciennement Stettin, dans la province prussienne de Poméranie. Des plans initiaux pour l'érection d'un monument représentant Otto von Bismarck, principal acteur de l'unification allemande, chancelier prussien et 1er chancelier de l'Empire allemand, ont déjà été tracés peu après sa mort en 1898. La ville de Stettin a mis sur pied une commission, avec l'expertise de l'architecte Bruno Schmitz, pour examiner des sites éventuels. Le site actuel n'a été adopté qu'après de longues discussions.
En 1910, une association pour promouvoir la construction d'une tour Bismarck a été fondée et on a lancé un concours d'architecture. Le jury était constitué d'architectes renommés, tels que Paul Wallot et Friedrich von Thiersch. Finalement, le projet de Wilhelm Kreis, sur le modèle du mausolée de Théodoric à Ravenne, a remporté le premier prix. Le bâtiment, à la fois monument et tour d'observation, a été construit en béton armé avec un parement en maçonnerie de calcaire coquillier. La construction coûta environ 200 000 marks et fut en partie financée par des dons, l'assemblée provinciale (Landtag) de Poméranie de l’époque n’ayant versé que la moitié de la somme nécessaire.
La première pierre de la tour a été posée à l'occasion du centenaire de la bataille de Leipzig en 1913. L'inauguration, initialement prévue pour le centenaire de la naissance de Bismarck le 1er avril 1915, est retardée dû à l'éclatement de la Première Guerre mondiale. La cérémonie d'inauguration a lieu en fait le 10 août 1921. Au cours du déplacement de la frontière entre l'Allemagne et la Pologne en 1945, la ville de Szczecin fut cédée à la République de Pologne.

## Actuellement

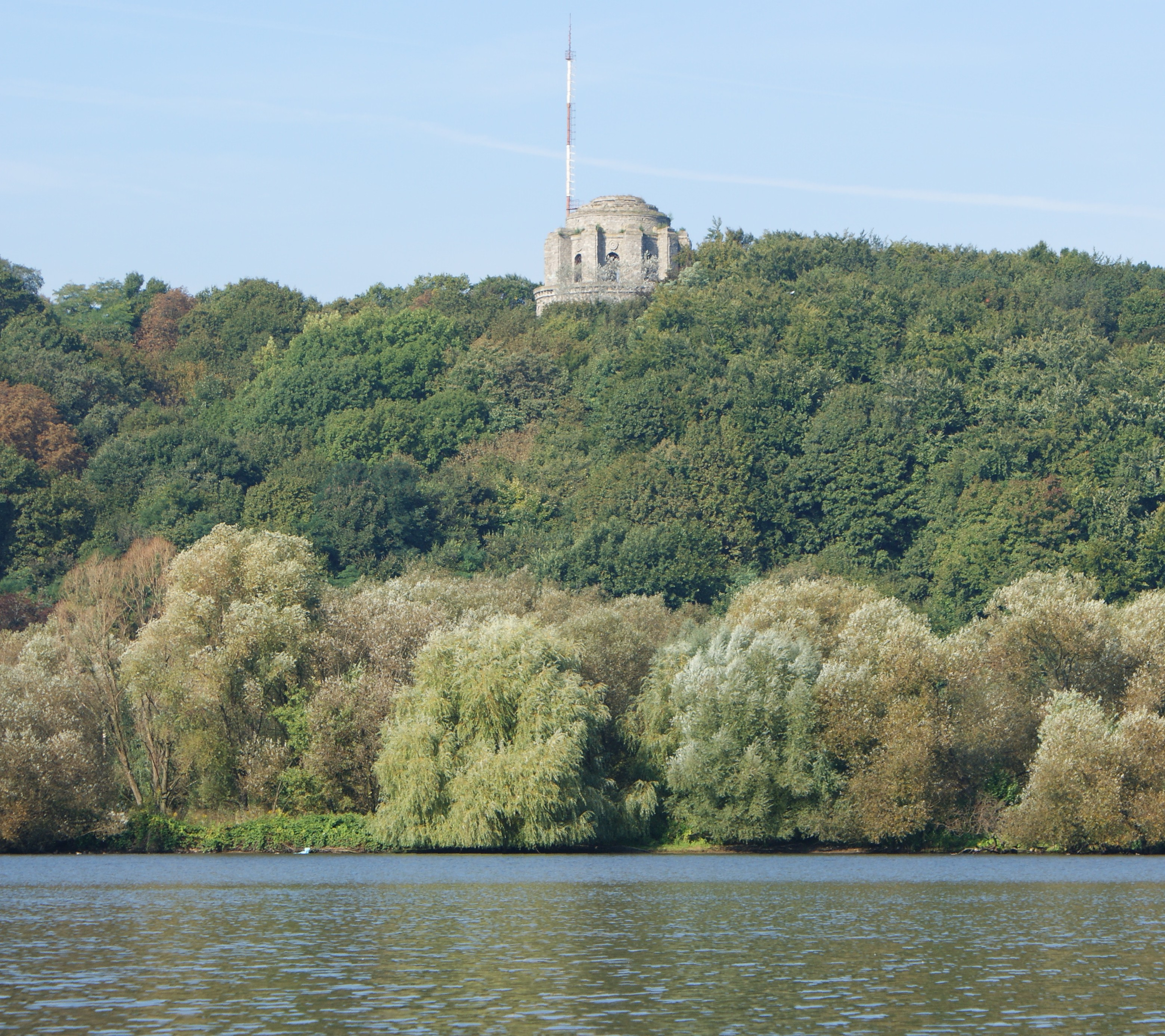
Vue de la tour située en bordure de l'Oder.

Perchée sur une petite colline boisée avoisinant le quartier de Gocław et haute de 25 mètres, la tour domine une vaste zone industrielle à 6 kilomètres au nord du centre ville de Szczecin. Pour s’y rendre, il convient de prendre le tram n°6 jusqu’à son terminus situé directement au pied de la colline. Il est par ailleurs très aisé de suivre les rails du tram en voiture ou éventuellement à vélo.
Les visites de la tour ont été suspendues en novembre 2005 et sont actuellement rendues impossibles par une plaque en fer scellant l’entrée pour éviter les rassemblements dont les traces sont visibles aux alentours. Certains grimpeurs chevronnés se sont approprié la tour comme terrain d’entrainement, comme on peut le constater en observant les murs percés de crochets d’escalade en métal qui ont contribué à son délabrement (bien que l’ensemble soit encore dans un état acceptable) ; ainsi une restauration serait nécessaire. L’intérieur a été endommagé et de nombreuses statues ont disparu, entre autres les aigles qui ornaient les colonnes extérieures.
En 2001, un investisseur a racheté la tour pour 350 000 Złoty (87 500 euros environ), il comptait en faire un restaurant destiné aux touristes mais en mars 2006 les travaux n’avaient pas encore commencé. En 2014, la tour est de nouveau remise en vente, cette fois-ci pour 120.000 euros.

## Liens
- (de + pl) La tour sur le site bismarcktuerme.de